# Chamanthedon
Chamanthedon là một chi bướm đêm thuộc họ Sesiidae.

## Các loài
- Chamanthedon albicincta  Hampson, 1919
- Chamanthedon aurigera (Bryk, 1947)
- Chamanthedon bicincta  Arita & Gorbunov, 2000
- Chamanthedon chrysostetha (Diakonoff, [1968])
- Chamanthedon flavipes (Hampson, 1893)
- Chamanthedon hypochroma  Le Cerf, 1916
- Chamanthedon melanoptera  Le Cerf, 1927
- Chamanthedon quinquecincta (Hampson, [1893a])
- Chamanthedon suisharyonis (Strand, [1917])
- Chamanthedon xanthopleura  Le Cerf, 1916
- Chamanthedon aurantiibasis (Rothschild, 1911)
- Chamanthedon gaudens (Rothschild, 1911)
- Chamanthedon amorpha  Hampson, 1919
- Chamanthedon brillians (Beutenmüller, 1899)
- Chamanthedon chalypsa  Hampson, 1919
- Chamanthedon chrysopasta  Hampson, 1919
- Chamanthedon elymais (Druce, 1899)
- Chamanthedon fulvipes (Hampson, 1910)
- Chamanthedon hilariformis (Walker, 1856)
- Chamanthedon leucocera  Hampson, 1919
- Chamanthedon leucopleura  Hampson, 1919
- Chamanthedon ochracea (Walker, [1865])
- Chamanthedon striata  Gaede, 1929
- Chamanthedon tapeina  Hampson, 1919
- Chamanthedon tropica (Beutenmüller, 1899)
- Chamanthedon xanthopasta  Hampson, 1919